# Tornquistzonen
Tornquistzonen, även kallad den Tornquistska sprickzonen, är en av de största geologiska deformationszonerna i norra Europa. I Sverige löper den diagonalt över Skåne från nordväst till sydost. Det är en rörelsezon som uppkommit genom kontinentalplattornas rörelser och utgör gränsen mellan den nordliga Baltiska skölden, bestående av urberg, och Avalonia, som består av sedimentära bergarter. Man brukar ofta säga att den också markerar gränsen mellan det landskap som är typiskt för Sverige och den som är typisk för Danmark och kontinenten i sydväst. Rörelserna i zonen började för 400 miljoner år sedan när de två plattorna kolliderade. Zonen sträcker sig från Nordsjön ner mot Polen och passerar på sin väg genom norra Jylland och skär diagonalt genom Skåne. Rörelserna, som ungefär är samtida med Alperna, skapade flera geologiska formationer i Skåne, till exempel Hallandsåsen, Romeleåsen, Linderödsåsen, Söderåsen och Vombsänkan.
Som en gränszon mellan två delar av den större eurasiska kontinentalplattan är Tornquistzonen en så kallad svaghetszon. Skillnader i tektoniska rörelser mellan plattorna skapar spänningar som kan utlösas i form av jordskalv, vilka tenderar att utlösas kring sådana svaghetszoner. Flera mer eller mindre kraftiga skalv sker regelbundet längs Tornquistzonen. Ett av de kraftigaste jordskalven i Skåne under senare tid inträffade den 16 december 2008  06:20 öster om Skurup. Skalvet uppmätte 4,5 - 5 på richterskalan och var det kraftigaste i Sverige på över 20 år.
Det finns en teori om att berggrunden inom zonen spruckit till den grad att vatten kunnat strömma ner i sprickorna, vilket gör att detta område passar sig utmärkt för utvinning av geotermisk energi. Man har genom provborrningar kunnat mäta att vattentemperaturerna på runt 3000 meters djup ligger på mellan 80 och 110°C.
Tornquistzonen är uppkallad efter den tyske geologen Alexander Tornquist som företog studier över denna.